# Linley Point
Linley Point är en stadsdel i nordvästra Sydney i Australien. Den ligger i kommunen Lane Cove och delstaten New South Wales, i den sydöstra delen av landet, nära centrala Sydney. Antalet invånare var 346 vid folkräkningen 2016.